# 紅葉川渓谷 (山形県)
紅葉川渓谷（もみじがわけいこく）は、山形県山形市にある渓谷。

## 概要
山形市を流れる紅葉川（立谷川の支流）に位置し、面白山高原に存在する。11月中旬から4月中旬は閉鎖となる。
渓谷沿いは延長4.5kmのトレッキングコースが整備されている。
トレッキングコースに並行してJR仙山線があり、トレッキングコースの出口のすぐ近くに面白山高原駅がある。

## トレッキングコース沿いの主なスポット
- 千太滝
- 岩小屋
- 白雲窟
- 松尾淵
- 絹糸の滝
- 布引の滝
- 青竜淵
- 幻竜の滝
- くじら岩
- 仙山淵
- 宝船
- 宝珠
- 藤花の滝